# ココニノ (小惑星)
ココニノ (2939 Coconino)は、メインベルトに位置する小惑星の一つ。1982年2月21日にアメリカ合衆国の天文学者エドワード・ボーエルによって発見された。小惑星の名前はアリゾナ州北中部のココニノ郡にちなんで名づけられた。

## 軌道
ココニノの軌道はニサ族に属しており、およそ1392日の公転周期を持つ。軌道離心率は0.16で、軌道面は黄道に対して約4°傾斜している。1982年の発見以前の1952年にテキサス大学のマクドナルド天文台で1952 HU3として確認されており、正式な発見と観測に30年先立つ観測弧を持つ。

## 物理的特徴
ココニノは石質な物質を主成分とするS型小惑星であるとされる。

## 名称
「Coconino」は、発見地のアリゾナ州フラッグスタッフを郡庁所在地とする郡の名前に由来する。この地名はホピ族の言語の「koonina」という言葉に由来しており、主にホピ族の西に住んでいたネイティブアメリカンの部族SupaiとHualapaiを指す。また、ホピ族の宗教的慣習カチナにまだ入門していないホピ族の子供たちを指す言葉でもある。1984年2月17日の小惑星回報で2938 Hopiとともに命名が公表された。